# Leichtathletik-Weltmeisterschaften 2023/Teilnehmer (Ungarn)
| Goldmedaillen | Silbermedaillen | Bronzemedaillen |
| ------------- | --------------- | --------------- |
| —             | —               | 1               |

Der Leichtathletikverband von Ungarn nahm an den Leichtathletik-Weltmeisterschaften 2023 in Budapest teil. 63 Athletinnen und Athleten wurden vom ungarischen Verband nominiert.

## Ergebnisse

### Männer

#### Laufdisziplinen
| Athlet                                                  | Disziplin        | Qualifikation | Qualifikation | Vorlauf         | Vorlauf | Halbfinale | Halbfinale | Finale       | Finale |
| Athlet                                                  | Disziplin        | Zeit          | Platz         | Zeit            | Platz   | Zeit       | Platz      | Zeit         | Platz  |
| ------------------------------------------------------- | ---------------- | ------------- | ------------- | --------------- | ------- | ---------- | ---------- | ------------ | ------ |
| Bence Boros                                             | 100 m            | 10,70 s       | 5             | 10,70 s         | 47      | DNQ        | DNQ        | –            | –      |
| Zoltán Wahl                                             | 200 m            |               |               | 20,90 s PB      | 40      | DNQ        | DNQ        | –            | –      |
| Attila Molnár                                           | 400 m            |               |               | 44,84 s NR      | 10      | 45,02 s    | 12         | DNQ          | DNQ    |
| Dániel Huller                                           | 800 m            |               |               | 1:47,41 min     | 35      | DNQ        | DNQ        | –            | –      |
| Balázs Vindics                                          | 800 m            |               |               | 1:47,18 min     | 34      | DNQ        | DNQ        | –            | –      |
| István Szögi                                            | 1500 m           |               |               | 3:37,57 min     | 32      | DNQ        | DNQ        | –            | –      |
| Ferenc Soma Kovács                                      | 5000 m           |               |               | 14:11,99 min SB | 41      |            |            | DNQ          | DNQ    |
| Bálint Szeles                                           | 110 m Hürden     |               |               | 13,77 s         | 35      | DNQ        | DNQ        | –            | –      |
| Árpád Bánóczy                                           | 400 m Hürden     |               |               | 50,31 s PB      | 35      | DNQ        | DNQ        | –            | –      |
| István Palkovits                                        | 3000 m Hindernis |               |               | 8:29,37 min     | 26      |            |            | DNQ          | DNQ    |
| Levente Szemerei                                        | Marathon         |               |               |                 |         |            |            | 2:17:20 h    | 40     |
| Máté Helebrandt                                         | 20 km Gehen      |               |               |                 |         |            |            | 1:21.16 h PB | 23     |
| Bence Venyercsán                                        | 35 km Gehen      |               |               |                 |         |            |            | 2:40:34 h    | 30     |
| Dominik Illovszky Bence Boros Dániel Szabó Márk Pap     | 4 × 100 m        |               |               | 39,55 s SB      | 12      |            |            | DNQ          | DNQ    |
| Ernő Steigerwald Zoltán Wahl Árpád Kovács Attila Molnár | 4 × 400 m        |               |               | 3:02,65 min NR  | 16      |            |            | DNQ          | DNQ    |

#### Sprung/Wurf
| Athlet            | Disziplin   | Qualifikation | Qualifikation | Finale     | Finale |
| Athlet            | Disziplin   | Weite/Höhe    | Platz         | Weite/Höhe | Platz  |
| ----------------- | ----------- | ------------- | ------------- | ---------- | ------ |
| Gergely Török     | Hochsprung  | 2,14 m        | 32            | DNQ        | DNQ    |
| Mátyás Németh     | Weitsprung  | 7,79 m PB     | 19            | DNQ        | DNQ    |
| Dániel Szenderffy | Dreisprung  | 15,38 m       | 30            | DNQ        | DNQ    |
| Balázs Tóth       | Kugelstoßen | 17,37 m       | 35            | DNQ        | DNQ    |
| Róbert Szikszai   | Diskuswurf  | 60,64 m       | 30            | DNQ        | DNQ    |
| Bence Halász      | Hammerwurf  | 78,13 m       | 3             | 80,82 m SB | 3      |
| Dániel Rába       | Hammerwurf  | 73,17 m SB    | 15            | DNQ        | DNQ    |
| Donát Varga       | Hammerwurf  | 72,02 m       | 25            | DNQ        | DNQ    |
| György Herczeg    | Speerwurf   | 76,18 m       | 23            | DNQ        | DNQ    |

### Frauen

#### Laufdisziplinen
| Athletin                                                 | Disziplin    | Vorlauf        | Vorlauf | Halbfinale  | Halbfinale | Finale       | Finale |
| Athletin                                                 | Disziplin    | Zeit           | Platz   | Zeit        | Platz      | Zeit         | Platz  |
| -------------------------------------------------------- | ------------ | -------------- | ------- | ----------- | ---------- | ------------ | ------ |
| Boglárka Takács                                          | 100 m        | 11,18 s        | 19      | 11,26 s     | 23         | DNQ          | DNQ    |
| Boglárka Takács                                          | 200 m        | 23,24 s        | 29      | DNQ         | DNQ        | –            | –      |
| Alexa Sulyán                                             | 200 m        | 23,47 s        | 35      | DNQ         | DNQ        | –            | –      |
| Fanni Rapai                                              | 400 m        | 52,73 s PB     | 40      | DNQ         | DNQ        | –            | –      |
| Bianka Kéri                                              | 800 m        | 2:00,20 min    | 18      | 2:01,68 min | 23         | DNQ          | DNQ    |
| Lili Anna Vindics-Tóth                                   | 1500 m       | 4:11,08 min PB | 49      | DNQ         | DNQ        | –            | –      |
| Viktória Wagner-Gyürkés                                  | 5000 m       | 15:29,42 min   | 30      |             |            | DNQ          | DNQ    |
| Gréta Kerekes                                            | 100 m Hürden | 13,09 s        | 32      | DNQ         | DNQ        | –            | –      |
| Luca Kozák                                               | 100 m Hürden | 12,71 s SB     | 15      | 12,73 s     | 13         | DNQ          | DNQ    |
| Anna Tóth                                                | 100 m Hürden | 12,95 s        | 27      | DNQ         | DNQ        | –            | –      |
| Janka Molnár                                             | 400 m Hürden | 56,21 s        | 30      | DNQ         | DNQ        | –            | –      |
| Nóra Szabó                                               | Marathon     |                |         |             |            | 2:33:28 h    | 24     |
| Katalin Kovács-Garami                                    | Marathon     |                |         |             |            | 2:44:02 h    | 57     |
| Viktória Madarász                                        | 20 km Gehen  |                |         |             |            | 1:36:13 h    | 34     |
| Barbara Oláh                                             | 20 km Gehen  |                |         |             |            | 1:35:55 h    | 33     |
| Viktória Madarász                                        | 35 km Gehen  |                |         |             |            | 2:53:30 h SB | 16     |
| Rita Récsei                                              | 35 km Gehen  |                |         |             |            | 2:59:37 h    | 22     |
| Gréta Kerekes Jusztina Csóti Boglárka Takács Anna Kocsis | 4 × 100 m    | 43,38 s NR     | 14      |             |            | DNQ          | DNQ    |
| Evelin Nádházy Bianka Kéri Fanni Rapai Janka Molnár      | 4 × 400 m    | 3:27,79 min NR | 11      |             |            | DNQ          | DNQ    |

#### Sprung/Wurf
| Athletin             | Disziplin      | Qualifikation | Qualifikation | Finale     | Finale |
| Athletin             | Disziplin      | Weite/Höhe    | Platz         | Weite/Höhe | Platz  |
| -------------------- | -------------- | ------------- | ------------- | ---------- | ------ |
| Fédra Fekete         | Hochsprung     | 1,80 m        | 33            | DNQ        | DNQ    |
| Hanga Klekner        | Stabhochsprung | 4,50 m PB     | 18            | DNQ        | DNQ    |
| Petra Bánhidi-Farkas | Weitsprung     | 6,37 m        | 27            | DNQ        | DNQ    |
| Diána Lesti          | Weitsprung     | 6,25 m        | 31            | DNQ        | DNQ    |
| Beatrix Szabó        | Dreisprung     | 12,79 m       | 36            | DNQ        | DNQ    |
| Anita Márton         | Kugelstoßen    | 17,85 m       | 20            | DNQ        | DNQ    |
| Dóra Kerekes         | Diskuswurf     | 54,41 m       | 34            | DNQ        | DNQ    |
| Réka Gyurátz         | Hammerwurf     | 66,81 m       | 33            | DNQ        | DNQ    |
| Angéla Moravcsik     | Speerwurf      | 55,10 m       | 26            | DNQ        | DNQ    |
| Réka Szilágyi        | Speerwurf      | 56,21 m       | 20            | DNQ        | DNQ    |

#### Siebenkampf
| Athletin      | Disziplin | 100 m Hürden | Hochsprung | Kugelstoßen | 200 m      | Weitsprung | Speerwurf  | 800 m          | Punkte  | Platz |
| ------------- | --------- | ------------ | ---------- | ----------- | ---------- | ---------- | ---------- | -------------- | ------- | ----- |
| Xénia Krizsán | Ergebnis  | 13,48 s SB   | 1,77 m SB  | 14,18 m SB  | 25,16 s SB | 6,30 m SB  | 51,23 m SB | 2:08,93 min SB | 6479 SB | 4     |
| Xénia Krizsán | Platz     | 9            | 13         | 7           | 17         | 3          | 3          | 3              | 6479 SB | 4     |
| Xénia Krizsán | Punkte    | 1053         | 941        | 806         | 872        | 943        | 884        | 980            | 6479 SB | 4     |
| Rita Nemes    | Ergebnis  | 13,63 s      | 1,77 m     | 12,97 m     | 25,04 s    | 6,29 m     | 44,68 m SB | 2:10,65 min    | 6232 PB | 10    |
| Rita Nemes    | Platz     | 17           | 12         | 20          | 16         | 4          | 12         | 5              | 6232 PB | 10    |
| Rita Nemes    | Punkte    | 1031         | 941        | 725         | 883        | 940        | 757        | 955            | 6232 PB | 10    |

### Mixed

#### Laufdisziplinen
| Athletin/Athlet                                                    | Disziplin | Vorlauf        | Vorlauf | Finale | Finale |
| Athletin/Athlet                                                    | Disziplin | Zeit           | Platz   | Zeit   | Platz  |
| ------------------------------------------------------------------ | --------- | -------------- | ------- | ------ | ------ |
| Attila Molnár (m) Zoltán Wahl (m) Bianka Kéri (w) Janka Molnár (w) | 4 × 400 m | 3:14,08 min NR | 10      | DNQ    | DNQ    |